# Novomessor ensifer
Novomessor ensifer es una especie de hormiga endémica de México. Perteneciente al género Novomessor de la subfamilia Myrmicinae, fue descrita por primera vez por el entomólogo suizo Auguste Forel en 1899. N. ensifer formaba parte originalmente del género Aphaenogaster hasta que un estudio filogenético reciente concluyó que Novomessor era genéticamente distinto y debía separarse. La hormiga es una especie de tamaño mediano, que mide entre 5,5 y 10 milímetros (0,2 y 0,4 pulgadas). La hormiga es de color ferruginoso en algunas partes del cuerpo, y las obreras pequeñas (naníticas) de las colonias incipientes son notablemente diferentes en cuanto a color y estructura corporal.
N. ensifer está activa durante todo el día, cuando busca alimento en el suelo y, a veces, en hierbas bajas. Las colonias se encuentran bajo piedras y otros objetos en bosques tropicales secos y bosques de pinos y robles. Estas hormigas son recolectoras solitarias y se alimentan principalmente de insectos como avispas y polillas. El único depredador conocido de N. ensifer es el lagarto cornudo gigante (Phrynosoma asio). Aunque no se sabe nada sobre su reproducción, es posible que el vuelo nupcial tenga lugar durante la primavera o el verano, cuando las reinas establecen sus nidos bajo piedras y otros objetos.

## Taxonomía
Novomessor ensifer fue descrita originalmente como Aphaenogaster ensifera en 1899 por el entomólogo suizo Auguste Forel, quien proporcionó la primera descripción de N. ensifer en su tercer volumen de Biologia Centrali-Americana.Entre el género Aphaenogaster, el entomólogo italiano Carlo Emery colocó a N. ensifer en el subgénero Deromyrma en 1915, aunque ahora es un sinónimo.En 1934, el taxón Novomessor manni fue descrito como una nueva especie de Novomessor basándose en obreras recolectadas por William M. Mann en Colima, México. Sin embargo, un estudio demostró que N. manni era un sinónimo de N. ensifer.Brown comenta que N. manni se describió como una nueva especie debido a las supuestas características distintivas entre dos especímenes tipo de N. ensifer, pero Brown no observó diferencias morfológicas. Se desconoce la localidad tipo exacta de N. manni, pero el entomólogo Paul Kannowski especula que la hormiga se limita a los bosques áridos de matorrales alrededor de la vertiente del Pacífico en México. Esta especulación es coherente con el hábitat preferido de N. ensifer.
Novomessor fue sinonimizado en 1974, aunque surgieron pruebas para mantenerlo como género válido cuando los científicos descubrieron un sistema glandular gastral exocrino en dos especies de Novomessor y ninguno en Aphaenogaster. Sin embargo, N. ensifer no tiene este sistema glandular. El mirmecólogo inglés Barry Bolton sostiene que basar el género en dicha característica no justifica la separación de Novomessor y Aphaenogaster.En 2015, un estudio filogenético concluyó que Novomessor era genéticamente distinto de Aphaenogaster, y el género fue revivido de la sinonimia para incluir a N. ensifer, N. albisetosus y N. cockerelli como miembros del mismo.

## Descripción

Detalle de la cabeza de N. ensifer

N. ensifer es una especie de tamaño mediano, que mide entre 5,5 y 10 milímetros (0,2 y 0,4 pulgadas). Excluyendo las mandíbulas, la cabeza mide entre 1,93 y 2,53 milímetros (0,076-0,100 pulgadas) de largo y entre 1,25 y 1,69 milímetros (0,049-0,067 pulgadas) de ancho. Los escápulos de las antenas superan el margen occipital, y el segundo segmento del funículo es más largo que el primero. Los segmentos tercero y cuarto tienen la misma longitud, aunque son más largos que el segundo. Entre el quinto y el penúltimo segmento, son mucho más cortos, excepto el último. La cabeza es dos veces más larga que ancha, y es más ancha detrás de los ojos.Las larvas miden 8 milímetros (0,3 pulgadas) de largo y son similares a las de N. albisetosus. Las larvas se distinguen por la abundancia de pelos largos y gruesos que cubren su cuerpo. Los dientes apicales de las mandíbulas son largos y rectos, mientras que los dientes mediales son mucho más pequeños.
La parte posterior de los ojos es convexa, donde converge hacia el occipucio (la parte posterior de la cabeza) y forma un collar que se observa en varias especies de Aphaenogaster. Las hormigas tienen mandíbulas grandes y triangulares con tres dientes apicales y un clípeo plano. Los ojos son grandes, con 400 facetas, pero las obreras de las colonias pequeñas incipientes solo tienen 200 facetas. Las obreras de las colonias incipientes también se diferencian de las obreras que viven en colonias maduras, sobre todo en tamaño, forma corporal y coloración. La longitud media es de 5,56-6,5 milímetros (0,219-0,256 pulgadas); la cabeza mide entre 1,52 y 1,69 milímetros (0,060-0,067 pulgadas) de largo y entre 0,98 y 1,12 milímetros (0,039-0,044 pulgadas) de ancho. Las espinas epinotales (espinas que se encuentran en el primer segmento abdominal y protegen el pedicelo) son mucho más cortas. El pelo también es menos notable en las obreras.
La hormiga tiene pubescencia (pelo corto y suave) abundante en algunas partes del cuerpo, incluidos los funículos y los tarsos. Es más escasa en las coxas, las genas (una zona a ambos lados de la cabeza, debajo de los ojos), el gáster y la gula (el esternito reducido del primer segmento del tórax).Los pelos de los escápulos apuntan hacia abajo. Se observan pelos erectos y suberectos por todo el cuerpo en cantidades escasas, aunque esto varía. Estos pelos no son tan abundantes en comparación con otras especies de Novomessor.La cabeza y el tórax son de color ferruginoso, y las espinas epinotales, las patas y el nódulo son de color rojo amarillento. Los escápulos antenales son de color marrón rojizo y el abdomen es de color marrón piceo. El pelo presenta un color dorado. La sutura está ausente en el tórax y el mesonoto es más ancho que el epinoto. La parte delantera del mesonoto es estrecha, mientras que la parte trasera es rectangular. El nódulo es uniformemente redondo y de forma ovalada, el postpetiole es estrecho en la parte delantera y el dorso es ligeramente convexo. El gáster es grande y de forma ovalada.

## Distribución y hábitat
N. ensifer es endémica de México y se puede encontrar en bosques tropicales secos a altitudes de entre 35 y 518 m sobre el nivel del mar. En algunos casos, se han encontrado colonias a 1500 m por debajo de la vertiente del Pacífico.La hormiga se encuentra en varios estados mexicanos del este, incluidos Guerrero y Michoacán, al sur, y Colima y Jalisco, al norte. Los nidos se encuentran comúnmente en cuencas y montañas a lo largo de la vertiente del Pacífico, en bosques de pinos y robles. También abundan los bosques de matorrales espinosos, formados por árboles y arbustos de entre 4,6 y 7,6 m de altura, pero otras zonas pueden contener hierbas y pastos bajos. En estos hábitats se han identificado plantas y árboles como los árboles espinosos (Acacia), las poincianas (Caesalpinia pulcherrima) y la Casearia corymbosa. Otras plantas y árboles identificados son las malvas indias (Abutilon), las anodas espinosas (Anoda cristata), Cathestecum erectum, las flores diurnas (Commelina), las plantas de cigarro (Cuphea), la hierba cangrejo peluda (Digitaria sanguinalis), la hierba grulla (Ixophorus unisetus), Mimosa, panicgrass mexicano (Panicum hirticaule), Senna uniflora y Setaria liebmannii. Estos hábitats suelen tener una estación húmeda en verano y otoño y una estación seca en primavera.
N. ensifer es una especie xerófila que puede prosperar en climas secos.En Colima, las colonias son frecuentes entre las cuencas, pero rara vez se encuentran en las regiones montañosas. Las hormigas N. ensifer prefieren anidar en la arena y debajo de grandes piedras, ya que ciertas áreas de Manzanillo no tenían piedras enterradas en el suelo y no se encontraron colonias junto a colinas con suelo llano.La mayoría de las colonias se encuentran bajo piedras sin cráteres visibles alrededor de la entrada del nido, aunque se encontró una colonia bajo una planta de acacia. Estos agujeros de nido suelen tener 1 pulgada (2,5 cm) de diámetro. Un único camino conecta la entrada con el nido principal, seguido de un pasadizo que desciende directamente a varios centímetros de profundidad en la tierra. Este pasadizo se ensancha bajo una piedra que forma una galería para las larvas y las pupas. Dondequiera que se formen piedras, los pasadizos pueden descender más profundamente en el suelo y formar más cámaras. Aunque se desconoce la profundidad de estos pasadizos, los nidos excavados tienen una profundidad de hasta 15 pulgadas  (38 cm).

## Comportamiento y ecología

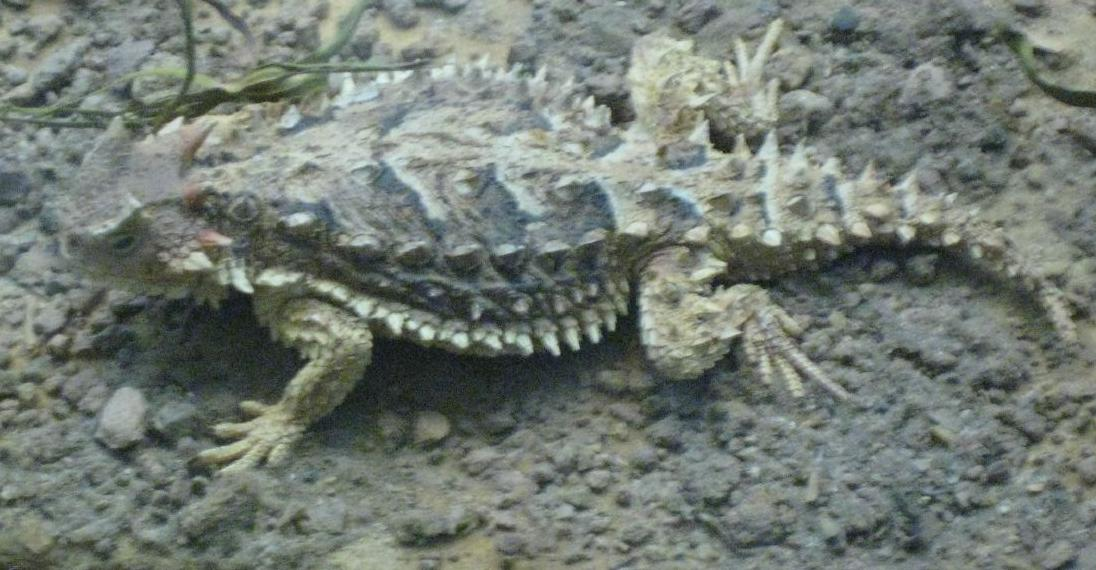
El lagarto cornudo gigante es un depredador conocido de N. ensifer

A diferencia de otras especies de Novomessor, las obreras se alimentan temprano por la mañana y al final de la tarde, mientras que N. cockerelli y N. albisetosus se alimentan durante la tarde y la noche. Sin embargo, se desconoce si estas hormigas están activas durante la noche. Las recolectoras salen de sus nidos a las 9 de la mañana y regresan a las 5 de la tarde. Rara vez se las ve durante el mediodía, cuando las temperaturas alcanzan los 35-38 °C (95-100 °F), aunque la temperatura del suelo es considerablemente más alta.Las obreras suelen verse buscando alimento entre las 9 y las 11 de la mañana y entre las 3 y las 5 de la tarde. La mayoría de las obreras buscan alimento en el suelo, pero a veces se las puede ver caminando sobre la hierba baja sin alimentarse de las plantas ni recoger semillas. Los nidos excavados no mostraron evidencia de que estas hormigas recolectaran semillas, y no se vio a ninguna obrera recolectándolas o llevándolas de vuelta al nido. Las hormigas N. ensifer son recolectoras solitarias que trabajan a 7,6 m (25 pies) de distancia de su nido. N. ensifer se alimenta predominantemente de insectos que caza, consumiendo insectos muertos como avispas icneumónidas, avispas bembicinas y pequeñas polillas.Cuando una obrera descubre un insecto muerto, comienza a arrastrarlo y a llevarlo de vuelta al nido inmediatamente, y otras compañeras del nido se unen a ella en cuanto lo detectan. Las obreras no cooperan entre sí y arrastran al insecto desde todas las direcciones, destrozándolo accidentalmente. Sin embargo, las obreras acaban quedándose con un trozo del insecto y lo devuelven al nido. El único depredador conocido de N. ensifer es el lagarto cornudo gigante (Phrynosoma asio).Se sabe que los ácaros y los artrópodos colémbolos habitan en el interior de los nidos, pero se desconoce su función o propósito dentro de la colonia.
No se sabe nada sobre su reproducción o vuelo nupcial. Los recolectores señalan que no se encontraron alados ni pupas parecidas a formas aladas en las colonias excavadas entre agosto y febrero, y que las larvas recolectadas no eran lo suficientemente grandes como para ser hormigas reproductoras. Sin embargo, es posible que el vuelo nupcial tenga lugar en primavera o verano y, al igual que N. albisetosus y N. cockerelli, es muy probable que los alados empiecen a aparecer en junio. Después del vuelo nupcial, las reinas buscan una colonia adecuada construyendo una cámara bajo objetos como piedras y raíces expuestas de plantas leñosas. Esta teoría, formulada por el entomólogo Paul Kannowski, se ve respaldada por el hecho de que estas hormigas dependen de las piedras enterradas en el suelo para construir sus nidos. Las larvas y las pupas no se clasifican en las cámaras superiores del nido, que están unidas por pelos en forma de gancho en el lateral de las larvas. Es muy probable que esta disposición ayude a las obreras a mover la cría de manera eficiente y a mantenerla junta en un grupo.Las colonias incipientes pueden tener solo 30 obreras y crías en todas las etapas de la vida. A diferencia de las larvas y las pupas, los huevos y la reina no se encuentran en las galerías superiores, sino en las cámaras más profundas del nido. En los nidos grandes, las obreras pequeñas que se asemejan a la primera generación de crías son poco frecuentes o inexistentes.